# Port lotniczy Kijów-Żulany
Port lotniczy Kijów-Żulany (IATA: IEV, ICAO: UKKK) – port lotniczy położony w dzielnicy Żulany, w Kijowie, na Ukrainie. Jest jednym z dwóch pasażerskich portów lotniczych obsługujących Kijów.

## Historia
Lotnisko pierwotnie miało charakter wojskowy. Pierwsze cywilny lot pasażerski odbył się na lotnisko 24 maja 1924 roku z Charkowa. Terminal pasażerski wybudowano w 1949 roku. W 1957 roku w pobliżu lotniska doszło do katastrofy samolotów Ił-14. Do 1960 roku było to jedyne lotnisko cywilne obsługujące Kijów, po czym zastąpił je nowy port lotniczy w Boryspolu. W czasach ZSRR lotnisko Żulany było wykorzystywane jedynie do lotów krajowych. W 1976 roku na lotnisku rozbił się samolot An-24, w wyniku czego zginęło 48 osób. W 2007 roku na lotnisku rozbił się niewielki samolot Beechcraft King Air. W 2011 roku firma WizzAir przeniosła swoje loty z Boryspola do Żulan, co zwiększyło jego popularność. Tuż przed Euro 2012 17 maja 2012 roku otworzono na lotnisku nowy terminal "A".
W pobliżu lotniska znajduje się Muzeum Lotnictwa gdzie wystawionych jest 70 eksponatów.

## Linie lotnicze i połączenia
Od 24 lutego 2022 r. wszystkie loty pasażerskie zostały zawieszone na czas nieokreślony.
| Linia lotnicza      | Kierunek |
| ------------------- | --- |
| Belavia             | 1. Mińsk |
| LOT                 | 1. Warszawa-Okęcie |
| Motor-Sicz Airlines | 1. Lwów 2. Mikołajów 3. Odessa 4. Zaporoże |
| Vueling Airlines    | Sezonowo: 1. Barcelona |
| Pegasus Airlines    | Sezonowo: 1. Dalaman |
| Wizz Air            | 1. Ateny 2. Berlin 3. Billund 4. Bolonia 5. Bratysława 6. Bruksela-Charleroi 7. Budapeszt 8. Katania 9. Kolonia 10. Kopenhaga 11. Dortmund 12. Gdańsk 13. Hamburg 14. Hanower 15. Katowice 16. Kraków 17. Larnaka 18. Lizbona 19. Londyn-Luton 20. Memmingen 21. Mediolan-Malpensa 22. Neapol 23. Norymberga 24. Pardubice 25. Poznań 26. Ryga 27. Rzym-Fiumicino 28. Tallinn 29. Saloniki 30. Treviso 31. Wiedeń 32. Wilno 33. Warszawa 34. Wrocław Sezonowo: 1. Burgas 2. Salzburg |